# Droga krajowa N22 (Ukraina)
Droga krajowa N22 (ukr. Автошлях Н 22) – droga krajowa na Ukrainie. Rozpoczyna się w Uściługu, następnie biegnie na wschód przez Włodzimierz, Łuck i kończy się w Równem. Droga ma 155,9 km i przechodzi przez 2 obwody: wołyński oraz rówieński. Trasa łączy się z drogą M06.

## Historia
W dwudziestoleciu międzywojennym droga łączyła Uściług z Łuckiem i została zakwalifikowana jako droga państwowa.
W czasach Związku Radzieckiego trasa nosiła oznaczenie A257.